# イオンモール高松

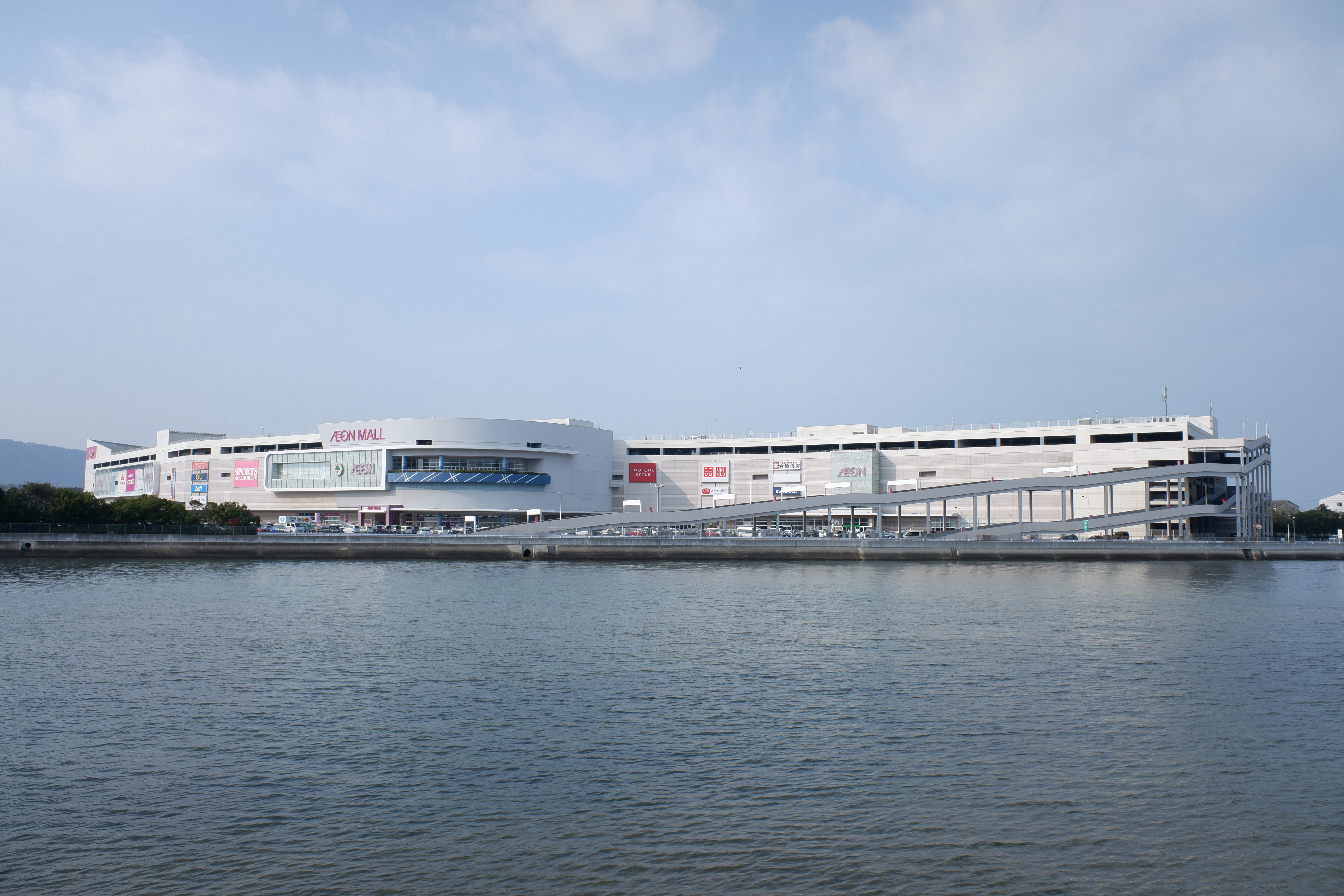
全景

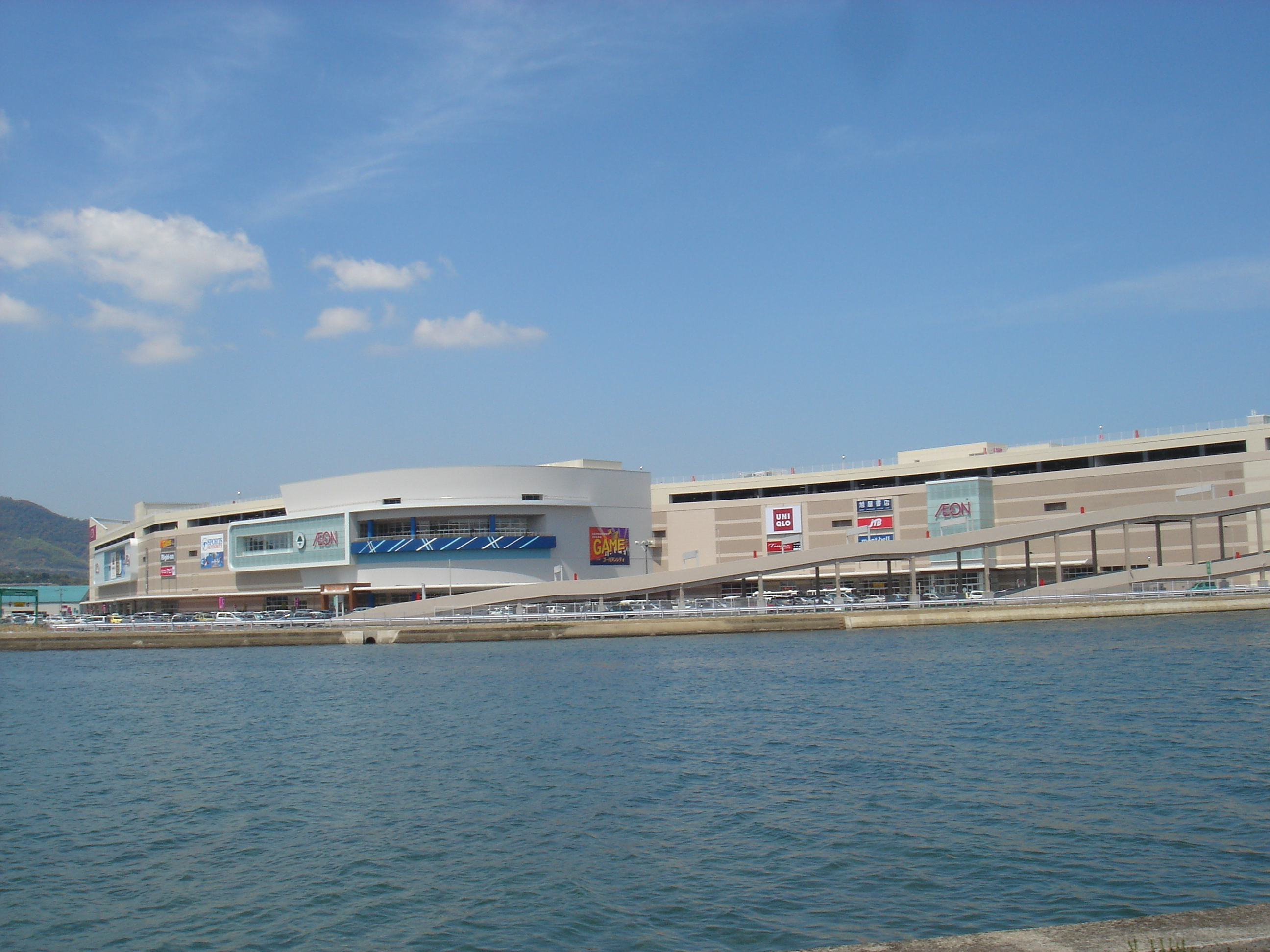
イオン高松ショッピングセンター時代

イオンモール高松（イオンモールたかまつ）は、香川県高松市香西本町にあるショッピングセンターである。

## 概要
香川県高松市香西本町に2007年（平成19年）4月26日に「イオン高松ショッピングセンター」として開業したのが始まりである。
（開業時期は、「イオン高松ショッピングセンター」として2006年（平成18年）2月27日の大規模小売店舗立地法（大店立地法）に基づく店舗の新設の届出をした時点では、法律上の最短である同年10月28日としていたが、正式の開業予定日ではないとしていた。）
敷地面積約111,480m2に建設された鉄骨造り地上4階建ての建物で、店舗を取り囲む形で平面駐車場を配置しており、開業時には約3,000台が駐車可能であった。
高松市西部のさぬき浜街道沿いにあり、同市中心部からの来店客による渋滞緩和を緩和するためにさぬき浜街道を跨いで入店可能な跨道橋も設置している。
開業時点の物販の店舗面積は約42,000m2で、その時点では香川県においてゆめタウン高松に次ぐ広さであった。
当店の立地する香川県は、店舗面積1,500m2以上の大型小売店数は2005年（平成17年）時点で人口10万人あたり4.6店と全国5位で、従業員1人あたりの年間売上高も約3080万円で全国平均の約3517万円を大きく下回ることから、全国でもトップクラスの店舗過剰地域とも言われている。
そのため、競合の厳しいことなどから開業前の時点で売上目標の達成が困難と想定が可能であったにもかかわらず出店を強行したとの指摘もされた。
また、開業翌年の2008年（平成20年）7月23日には「イオン綾川ショッピングセンター（現・イオンモール綾川）が開業し、同店がシネマコンプレックスを併設するなど飲食・サービスを含めた施設規模で上回り、高松市南部や丸亀市、琴平町などを商圏とすることから、自社競合する形となった。
こうした競合の激しさもあり、準核店舗の旭屋書店 が開業翌年の2008年（平成20年）6月下旬に撤退する など退店するテナントも多く、旭屋書店の後継として同年8月7日にフタバ図書GIGA（ギガ）高松店を出店させたり、2010年（平成22年）9月に「楽器堂オーパスイオン高松店」を出店させる など新規テナントの導入も行っているものの、開業時に150店入居していたテナントは 2013年（平成25年）4月の改装時には138店に減少している。
核店舗の名称は開業時には「（2代目）ジャスコ高松店」であったが、イオングループの総合スーパーをイオンに店名統一することに伴って2011年（平成23年）3月1日に「イオン高松店」に変更された。
また、当ショッピングセンターの名称も、2011年（平成23年）から進められたイオンの大型ショッピングセンターの名称の「イオンモール」への統一 に伴い、同年11月21日に「イオン高松ショッピングセンター」から「イオンモール高松」に名称が変更された。
2013年（平成25年）4月26日には開業後初の大規模な改装を行って新装開店したが、その際には分野ごとに専門店の位置を集約するなどの利便性の向上を図ったほか、隣接するグループのマルナカ香西店との間の塀の一部を撤去して駐車場内を通って利用者が両店間を行き来出来るように改良された。
2013年（平成25年）11月からイオンリテールの運営していた大型ショッピングセンターをイオンモールの運営に委託することになった ことに伴い、同社の管理運営に移行した。

## 歴史
- 2006年（平成18年）
  - 2月27日 - 「イオン高松ショッピングセンター」として大規模小売店舗立地法（大店立地法）に基づいて店舗の新設の届出を香川県に提出[6]。
  - 4月20日 - 着工。
- 2007年（平成19年）
  - 3月22日 - 香川県が出店計画了承（大規模小売店舗立地法による）。
  - 3月26日 - 「イオンふるさとの森づくり」植樹祭[17]。
  - 4月19日 - 近隣住民・イオンカード会員などの招待客向けに先行開業[2]。
  - 4月26日 - 「イオン高松ショッピングセンター」として開業[1]。
  - 6月27日 - 高松市と災害時の応援協定を締結[18]。
- 2009年（平成21年）
  - 2月22日 - 太陽光発電システムを稼働[19]。
  - 11月3日 - 「（2代目）ジャスコ高松店」がネットスーパー事業を開始[20]。
- 2011年（平成23年）
  - 3月1日 - 核店舗の名称を「（2代目）ジャスコ高松店」から「イオン高松店」に変更[3]。
  - 11月21日 - ショッピングセンター名を「イオンモール高松」に改称[5]。
- 2013年（平成25年）
  - 4月25日 - 大規模な改装を行い、新装開店[16]。専門店街の開店1時間繰り上げられる[16]。
  - 11月1日 - 管理・運営がイオンモール株式会社に移行。

## 主なテナント
開業時には「（2代目）ジャスコ高松店」が核店舗で、準核店舗としてユニクロや旭屋書店、スポーツオーソリティが入り 150の専門店が出店していた。
しかし、準核店舗の旭屋書店 が開業翌年の2008年（平成20年）6月下旬に撤退する など退店するテナントも多く、旭屋書店の後継として同年8月7日にフタバ図書GIGA（ギガ）高松店を出店させたり、2010年（平成22年）9月に「楽器堂オーパスイオン高松店」を出店させる など新規テナントの導入も行っているものの、2013年（平成25年）4月の改装時にはテナント数が138店に減少している。
2013年（平成25年）4月26日には開業後初の大規模な改装を行って新装開店したが、その際には分野ごとに専門店の位置を集約するなどの利便性の向上を図ったほか、産地直送型の食料品店を兼ねた道の駅「道の駅・わくわく広場」や「チェルシーニューヨーク」など32店の入れ替えも行われた。
なお、核店舗の「ジャスコ高松店」は、イオングループの総合スーパーをイオンに店名統一することに伴って2011年（平成23年）3月1日に「イオン高松店」に店名を変更している。

### イオン高松店
「（初代）ジャスコ高松店」が1971年（昭和46年）12月10日に開業したのが始まりである。
「（初代）高松店」は、高松市中心部にある常磐街商店街内に出店しており、商店街の西の核店舗となっていた。
（店舗所在地は高松市常盤町1-5-1であった。）
同店の他に、ジャスコは高松市花ノ宮町に 栗林店を1980年（昭和55年）9月に開店させたが、2000年（平成12年）2月27日に閉店した。
当ショッピングセンターの核店舗として2007年（平成19年）4月26日に開業した「（2代目）ジャスコ高松店」は、ジャスコとしては7年ぶりに出店する形となった。
「（2代目）ジャスコ高松店」は、売り場面積約18,000m2で、2009年（平成21年）11月3日から「ネットスーパー」事業を開始した。
イオングループの総合スーパーをイオンに店名統一することに伴って2011年（平成23年）3月1日に現在の店名を変更している。

### 子ども向け施設
香川県から「すこやか認定保育所」として2008年（平成20年）4月16日に認定された認可外保育施設の「保育サポートひまわりイオン高松店」が入居しているほか、同年7月12日に3階のフードコートの一角に無料で利用できる子供の遊び場として「わんぱくガーデン」を開設している。

## 社会貢献活動

### 環境問題への対応
開業1か月前の2007年（平成19年）3月26日に「イオンふるさとの森づくり」植樹祭を開催して敷地の一部に植樹を行ったほか、2009年（平成21年）2月22日から太陽光発電システムを稼働させて消費電力の一部を賄う など環境問題への対応も行っている。

### 災害時の応援協定
当店の立地する地域は2004年（平成16年）に台風による高潮で大きな被害が出た地区の一角である。
そのため、2007年（平成19年）6月27日に高松市と災害時の応援協定を締結し、店舗を近隣住民の一時避難所や車両退避場所として提供するほか、大規模災害時に食料品や飲料水、食器類、日用品などの物資を高松市に優先的に供給することになっている。

### 期日前投票所の設置
2014年8月に行われた2014年香川県知事選挙では、宝くじ売り場横の業務用空きスペース（館内との行き来はできない）に期日前投票所が設けられた。その後の選挙でも同様に設置された。期間中の土曜日・日曜日にのみ開設されている。

## 交通

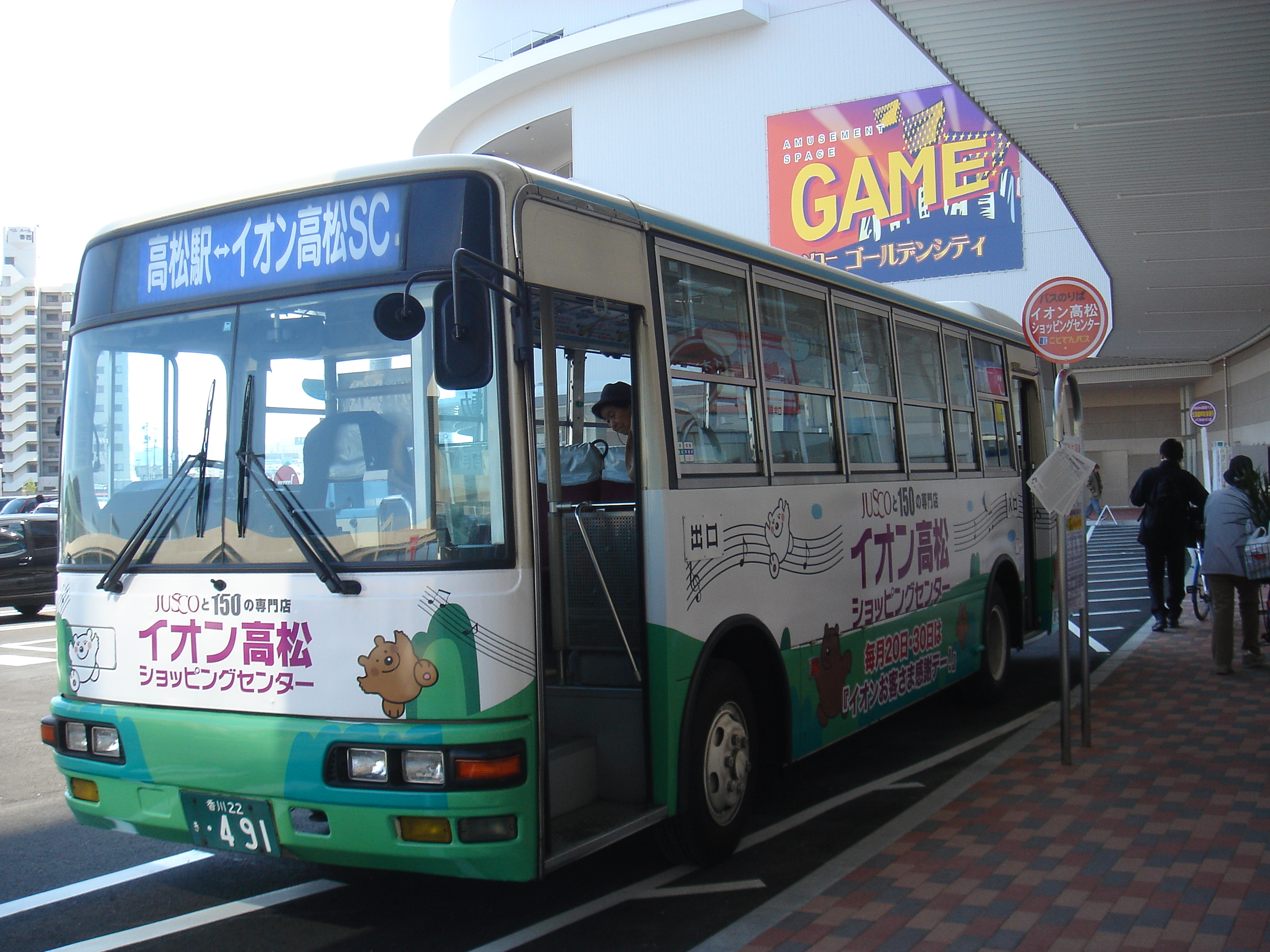
ことでんバス　イオン高松ショッピングセンター　バス停

### バス
- ことでんバスが四国旅客鉄道（JR四国）高松駅・ことでん高松築港駅からの直行便を運行。このバスは2007年（平成19年）4月19日に運行が開始された。さぬき浜街道沿線の住民の要望により同年7月11日より停留所が増設された（クローズドドアシステム。高松駅～警察学校前間相互発着となる乗車はできなかった）。同年8月12日からはイオン高松SC→高松駅行きの車内で「お帰り無料乗車券」を進呈し、イオン高松SCからの帰りのバスを実質的に無料としている（実際は「お帰り無料乗車券」をもらっていない乗客についても無料としている）。2014年（平成26年）4月25日からは往復無料で乗車できるようになった。2015年（平成27年）7月1日に運転免許センター線を統合したのに伴い、クローズドドアシステムは廃止された。
- また、2007年（平成19年）12月8日から2008年（平成20年）8月31日までは、ことでん瓦町駅へもシャトルバスを運行していた。これはイオン高松SCがチャーターする形での運行であり、路線バスではない（車両も観光用）ため、ことでんバスの公式サイトには掲載されていなかった。高松駅行きと同様イオン高松SC→ことでん瓦町駅行きの車内で「お帰り無料乗車券」を進呈し、イオン高松SCからの帰りのバスを実質的に無料としていた。運行中止後は代わって高松駅からの路線バスを瓦町駅まで延長運転している。なお、2014年（平成26年）4月25日からは往復無料で乗車できるようになったが、2019年（平成31年）4月1日からはイオンモール高松での乗降に限り、100円の運賃が必要になった。